# Eredivisie de 2014–15
O Campeonato Holandês de Futebol de 2014–2015 foi a 59ª edição do Campeonato Holandês de Futebol, que teve como campeão o Ajax. Em 18 de abril de 2015, o PSV foi confirmado como campeão antecipado da temporada, acabando com a sequencia de quatro títulos do Ajax.

## Participantes

### Acessos
|      | \| Pos. \| Promovidos da Eerste Divisie 2013/14 \| \| ---- \| ------------------------------------ \| \| 1.º \| Willem II Tilburg (campeão) \| \| 2.º \| Dordrecht (promoção) \| \| 3.º \| Excelsior (promoção) \| |
| Pos. | Promovidos da Eerste Divisie 2013/14 |
| 1.º  | Willem II Tilburg (campeão) |
| 2.º  | Dordrecht (promoção) |
| 3.º  | Excelsior (promoção) |

### Clubes
| Clube           | Localização | Estádio                  | Capacidade |
| --------------- | ----------- | ------------------------ | ---------- |
| ADO Den Haag    | The Hague   | Kyocera Stadion          | 15,000     |
| Ajax            | Amsterdam   | Amsterdam Arena          | 53,052     |
| AZ              | Alkmaar     | AFAS Stadion             | 17,023     |
| Cambuur         | Leeuwarden  | Cambuur Stadion          | 10,250     |
| Dordrecht       | Dordrecht   | GN Bouw Stadion          | 4,235      |
| Excelsior       | Rotterdam   | Stadion Woudestein       | 3,531      |
| Feyenoord       | Rotterdam   | Stadion Feijenoord       | 51,177     |
| Go Ahead Eagles | Deventer    | Adelaarshorst            | 8,000      |
| Groningen       | Groningen   | Euroborg                 | 22,550     |
| Heerenveen      | Heerenveen  | Abe Lenstra Stadion      | 26,100     |
| Heracles Almelo | Almelo      | Polman Stadion           | 8,500      |
| NAC Breda       | Breda       | Rat Verlegh Stadion      | 19,005     |
| PEC Zwolle      | Zwolle      | IJsseldelta Stadion      | 12,500     |
| PSV             | Eindhoven   | Philips Stadion          | 35,000     |
| Twente          | Enschede    | De Grolsch Veste         | 30,014     |
| Utrecht         | Utrecht     | Stadion Galgenwaard      | 23,750     |
| Vitesse         | Arnhem      | GelreDome                | 25,000     |
| Willem II       | Tilburg     | Koning Willem II Stadion | 14,500     |

## Classificação
Atualizado em 31 de maio de 2015 
|  |    | Equipes             | J  | V  | E  | D  | GP | GC | Saldo | Pts |
|  | -- | ------------------- | -- | -- | -- | -- | -- | -- | ----- | --- |
|  | 1  | PSV (C)             | 34 | 29 | 1  | 4  | 92 | 27 | +57   | 88  |
|  | 2  | Ajax                | 34 | 21 | 8  | 5  | 69 | 26 | +38   | 71  |
|  | 3  | AZ                  | 34 | 19 | 5  | 10 | 63 | 31 | +23   | 62  |
|  | 4  | Feyenoord           | 34 | 17 | 8  | 9  | 59 | 38 | +21   | 59  |
|  | 5  | Vitesse             | 34 | 16 | 10 | 18 | 54 | 53 | +1    | 58  |
|  | 6  | Pec Zwolle          | 34 | 16 | 5  | 13 | 50 | 41 | +9    | 53  |
|  | 7  | Heerenveen          | 34 | 13 | 11 | 10 | 54 | 42 | +12   | 50  |
|  | 8  | Groningen (CC)      | 34 | 11 | 13 | 10 | 43 | 47 | -4    | 46  |
|  | 9  | Willem II           | 34 | 13 | 7  | 14 | 45 | 51 | -6    | 46  |
|  | 10 | Twente              | 34 | 13 | 10 | 11 | 42 | 48 | -6    | 43  |
|  | 11 | Utrecht             | 34 | 11 | 8  | 15 | 50 | 48 | +2    | 41  |
|  | 12 | Cambuur             | 34 | 11 | 8  | 15 | 53 | 57 | -4    | 41  |
|  | 13 | ADO Den Haag        | 34 | 9  | 10 | 15 | 41 | 49 | -8    | 37  |
|  | 14 | Heracles Almelo     | 34 | 11 | 4  | 19 | 42 | 54 | -12   | 37  |
|  | 15 | Excelsior           | 34 | 6  | 14 | 14 | 43 | 61 | -18   | 32  |
|  | 16 | NAC Breda (R)       | 34 | 6  | 10 | 18 | 29 | 57 | -28   | 28  |
|  | 17 | Go Ahead Eagles (R) | 34 | 7  | 6  | 21 | 28 | 55 | -27   | 27  |
|  | 18 | Dordrecht (R)       | 34 | 4  | 8  | 22 | 22 | 72 | -50   | 20  |

|  | Campeão e classificado à fase de grupos da Liga dos Campeões da UEFA de 2015–16.                         |
|  | Vice-campeão e classificado a terceira fase de qualificação para a Liga dos Campeões da UEFA de 2015-16. |
|  | Disputa a Terceira fase de qualificação (play-off) para a Liga Europa da UEFA de 2015–16.                |
|  | Disputa a Primeira fase de qualificação da Liga Europa da UEFA de 2015–16.                               |
|  | Disputam sua permanência na Eredivisie contra o segundo e terceiro lugar da Eerste Divisie 2014/15.      |
|  | É rebaixado à Eerste Divisie de 2015–16.                                                                 |

## Estatísticas
| Pos. | Jogador             | Equipe              | Gols |
| ---- | ------------------- | ------------------- | ---- |
| 1    | Memphis Depay       | PSV Eindhoven       | 22   |
| 2    | Luuk de Jong        | PSV Eindhoven       | 20   |
| 3    | Michael de Leeuw    | Groningen           | 17   |
| 3    | Michiel Kramer      | ADO Den Haag        | 17   |
| 5    | Tjaronn Chery       | Groningen           | 15   |
| 5    | Mark Uth            | Heerenveen          | 15   |
| 7    | Adnane Tighadouini  | NAC Breda           | 14   |
| 7    | Georginio Wijnaldum | PSV Eindhoven       | 14   |
| 9    | Bartholomew Ogbeche | Cambuur             | 13   |
| 9    | Bertrand Traoré     | Vitesse             | 13   |
| 9    | Tom van Weert       | Excelsior           | 13   |
| 9    | Hakim Ziyech        | Heerenveen / Twente | 13   |

| Pos. | Jogador          | Equipe              | Assis. |
| ---- | ---------------- | ------------------- | ------ |
| 1    | Hakim Ziyech     | Heerenveen / Twente | 16     |
| 2    | Jetro Willems    | PSV Eindhoven       | 12     |
| 3    | Luciano Narsingh | PSV Eindhoven       | 10     |
| 3    | Mark Uth         | Heerenveen          | 10     |
| 4    | Luuk de Jong     | PSV Eindhoven       | 9      |
| 4    | Davy Klaassen    | Ajax                | 9      |
| 6    | Roland Alberg    | ADO Den Haag        | 8      |
| 6    | Anwar El Ghazi   | Ajax                | 8      |
| 6    | Bryan Linssen    | Heracles Almelo     | 8      |
| 6    | Furdjel Narsingh | Cambuur             | 8      |
| 6    | Lasse Schöne     | Ajax                | 8      |
| 6    | Marko Vejinović  | Vitesse             | 8      |